# ناحیه برج أوخریص
ناحیه برج أوخریص (به عربی: دائرة برج أوخریص) یک ناحیه در الجزایر است که در استان بویره واقع شده‌است.